# Schan (Einheit)
Schan, auch San, war ein siamesisches Gewichtsmaß.
- 1 Schan = 16 2/3 Lot (Wiener = 17,5 Gramm ) = 291,667 Gramm